# James Farr
Pour les articles homonymes, voir Farr.
James Farr, né le 2 novembre 1992, à Evanston, dans l'état de l'Illinois, est un joueur américain de basket-ball. Il évolue au poste de Pivot.

## Biographie
Fin juin 2017, il signe pour le club de l'Élan Chalon.

## Carrière

### Jeune
- 2014-2016 :  Musketeers de Xavier (NCAA)

## Clubs
- 2016-2017 :  Alba Fehérvár (1er division)
- 2017-2018 :  Élan Chalon (Pro A)
- 2018-2019 :  Mitteldeutscher (Basketball-Bundesliga)